# Somewhere Else
Somewhere Else är den brittiska rockgruppen Marillions fjortonde album, utgivet i april 2007.
Första skivan som är producerad av Michael Hunter. 
En lång Europaturné efterföljdes, men ingen konsert i Sverige.

## Låtlista[1]
1. "The Other Half" - 4:23
2. "See It Like a Baby" - 4:32
3. "Thankyou Whoever You Are" - 4:51
4. "Most Toys" - 2:48
5. "Somewhere Else" - 7:51
6. "A Voice From the Past" - 6:21
7. "No Such Thing" - 3:58
8. "The Wound" - 7:18
9. "The Last Century for Man" - 5:52
10. "Faith" - 4:12